# Selección de fútbol sub-23 de Indonesia
La Selección de fútbol sub-23 de Indonesia es el equipo que representa al país en los Juegos Olímpicos, en el Campeonato Sub-23 de la AFC, en los Juegos del Sureste y en otros torneos similares; y es controlado por la Asociación de Fútbol de Indonesia.

## Palmarés
- Aga Khan Gold Cup: 1

1966

## Participaciones

### Juegos Olímpicos
| Olympic Games Record | Olympic Games Record | Olympic Games Record | Olympic Games Record | Olympic Games Record | Olympic Games Record | Olympic Games Record | Olympic Games Record | Olympic Games Record |
| Año                  | Ronda                | Pos.                 | J                    | G                    | E                    | P                    | GF                   | GC                   |
| -------------------- | -------------------- | -------------------- | -------------------- | -------------------- | -------------------- | -------------------- | -------------------- | -------------------- |
| 1992                 | No clasificó         | No clasificó         | No clasificó         | No clasificó         | No clasificó         | No clasificó         | No clasificó         | No clasificó         |
| 1996                 | No clasificó         | No clasificó         | No clasificó         | No clasificó         | No clasificó         | No clasificó         | No clasificó         | No clasificó         |
| 2000                 | No clasificó         | No clasificó         | No clasificó         | No clasificó         | No clasificó         | No clasificó         | No clasificó         | No clasificó         |
| 2004                 | No clasificó         | No clasificó         | No clasificó         | No clasificó         | No clasificó         | No clasificó         | No clasificó         | No clasificó         |
| 2008                 | No clasificó         | No clasificó         | No clasificó         | No clasificó         | No clasificó         | No clasificó         | No clasificó         | No clasificó         |
| 2012                 | No clasificó         | No clasificó         | No clasificó         | No clasificó         | No clasificó         | No clasificó         | No clasificó         | No clasificó         |
| 2016                 | No clasificó         | No clasificó         | No clasificó         | No clasificó         | No clasificó         | No clasificó         | No clasificó         | No clasificó         |
| 2021                 | No clasificó         | No clasificó         | No clasificó         | No clasificó         | No clasificó         | No clasificó         | No clasificó         | No clasificó         |
| 2024                 | Por disputarse       | Por disputarse       | Por disputarse       | Por disputarse       | Por disputarse       | Por disputarse       | Por disputarse       | Por disputarse       |
| Total                | 0/7                  | -                    | 0                    | 0                    | 0                    | 0                    | 0                    | 0                    |

### Copa Asiática Sub-23 de la AFC
| U-23 Championship | U-23 Championship | U-23 Championship | U-23 Championship | U-23 Championship | U-23 Championship | U-23 Championship | U-23 Championship |
| Año               | Ronda             | J                 | G                 | E                 | P                 | GF                | GC                |
| ----------------- | ----------------- | ----------------- | ----------------- | ----------------- | ----------------- | ----------------- | ----------------- |
| 2014              | No clasificó      | No clasificó      | No clasificó      | No clasificó      | No clasificó      | No clasificó      | No clasificó      |
| 2016              | No clasificó      | No clasificó      | No clasificó      | No clasificó      | No clasificó      | No clasificó      | No clasificó      |
| 2018              | No clasificó      | No clasificó      | No clasificó      | No clasificó      | No clasificó      | No clasificó      | No clasificó      |
| 2020              | No clasificó      | No clasificó      | No clasificó      | No clasificó      | No clasificó      | No clasificó      | No clasificó      |
| 2022              | No clasificó      | No clasificó      | No clasificó      | No clasificó      | No clasificó      | No clasificó      | No clasificó      |
| 2024              | 4.º Lugar         | 6                 | 2                 | 1                 | 3                 | 8                 | 9                 |
| Total             | 1/6               | 6                 | 2                 | 1                 | 3                 | 8                 | 9                 |

### Juegos del Sureste
| SEA Games | SEA Games      | SEA Games | SEA Games | SEA Games | SEA Games | SEA Games | SEA Games |
| Año       | Ronda          | J         | G         | E         | P         | GF        | GC        |
| --------- | -------------- | --------- | --------- | --------- | --------- | --------- | --------- |
| 2001      | 4.º Lugar      | 5         | 2         | 0         | 3         | 12        | 5         |
| 2003      | Fase de grupos | 3         | 1         | 0         | 2         | 1         | 7         |
| 2005      | 4.º Lugar      | 6         | 2         | 2         | 2         | 6         | 4         |
| 2007      | Fase de grupos | 3         | 1         | 1         | 1         | 4         | 3         |
| 2009      | Fase de grupos | 3         | 0         | 1         | 2         | 3         | 7         |
| 2011      | Finalista      | 6         | 4         | 1         | 1         | 14        | 3         |
| 2013      | Finalista      | 6         | 2         | 2         | 2         | 4         | 6         |
| 2015      | 4.º Lugar      | 6         | 3         | 0         | 3         | 11        | 15        |
| Total     | 8/8            | 38        | 15        | 7         | 16        | 55        | 50        |

### Juegos Asiáticos
| Asian Games | Asian Games      | Asian Games  | Asian Games  | Asian Games  | Asian Games  | Asian Games  | Asian Games  |
| Año         | Ronda            | J            | G            | E            | P            | GF           | GC           |
| ----------- | ---------------- | ------------ | ------------ | ------------ | ------------ | ------------ | ------------ |
| 2002        | No participó     | No participó | No participó | No participó | No participó | No participó | No participó |
| 2006        | Fase de grupos   | 3            | 0            | 1            | 2            | 2            | 11           |
| 2010        | No participó     | No participó | No participó | No participó | No participó | No participó | No participó |
| 2014        | Segunda ronda    | 4            | 2            | 0            | 2            | 12           | 10           |
| 2018        | Octavos de final | 1            | 0            | 1            | 0            | 2            | 2            |
| Total       | 3/5              | 8            | 2            | 2            | 4            | 16           | 23           |

### Juegos de la Solidaridad Islámica
| Juegos de la Solidaridad Islámica | Juegos de la Solidaridad Islámica | Juegos de la Solidaridad Islámica | Juegos de la Solidaridad Islámica | Juegos de la Solidaridad Islámica | Juegos de la Solidaridad Islámica | Juegos de la Solidaridad Islámica | Juegos de la Solidaridad Islámica |
| Año                               | Ronda                             | J                                 | G                                 | E                                 | P                                 | GF                                | GC                                |
| --------------------------------- | --------------------------------- | --------------------------------- | --------------------------------- | --------------------------------- | --------------------------------- | --------------------------------- | --------------------------------- |
| 2013                              | Finalista                         | 4                                 | 2                                 | 0                                 | 2                                 | 3                                 | 4                                 |
| 2017                              | Sin datos                         | Sin datos                         | Sin datos                         | Sin datos                         | Sin datos                         | Sin datos                         | Sin datos                         |
| Total                             | 1/1                               | 4                                 | 2                                 | 0                                 | 2                                 | 3                                 | 4                                 |

## Entrenadores Recientes
| Periodo                 | Nombre              |
| ----------------------- | ------------------- |
| 1983–1984 (PSSI Garuda) | Barbatana           |
| 1988–1991               | Josef Masopust      |
| 1991–1992               | Iswadi Idris        |
| 1995–1996               | Tord Grip           |
| 1996–2000               | Bernhard Schumm     |
| 2000–2001               | Benny Dollo         |
| 2002–2003               | Sergei Dubrovin     |
| 2004–2005               | Peter Withe         |
| 2006                    | Foppe de Haan       |
| 2007                    | Bambang Nurdiansyah |
| 2007                    | Ivan Kolev          |
| 2008–2009               | César Payovich      |
| 2009                    | Alberto Bica        |
| 2010–2011               | Alfred Riedl        |
| 2011                    | Rahmad Darmawan     |
| 2012–2013               | Aji Santoso         |
| 2013                    | Rahmad Darmawan     |
| 2014–2015               | Aji Santoso         |
| 2017–2018               | Luis Milla          |
| 2019–2020               | Indra Sjafri        |
| 2020–                   | Shin Tae-yong       |